# Dwudziesty piąty Kneset
Dwudziesty piąty Kneset – dwudziesta piąta kadencja parlamentu Izraela wyłoniona w wyniku przyspieszonych wyborów parlamentarnych w listopadzie 2022 roku.
W wyniku utracenia większości rządzącej w 2022 roku Naftali Bennett i Ja’ir Lapid zgodzili się na skrócenie kadencji rządu i XXIV Knesetu. 30 czerwca 2022 roku Kneset przegłosował samorozwiązanie i rozpisanie przyspieszonych wyborów na 1 listopada 2022 roku.

## Oficjalne wyniki wyborów
Poniżej znajdują się oficjalne wyniki wyborów:
| Lista | Lista                                  | Głosy     | %     | Miejsca | +/- | Przywódca                                     |
| ----- | -------------------------------------- | --------- | ----- | ------- | --- | --------------------------------------------- |
|       | Likud                                  | 1 115 336 | 23,41 | 32      | 2   | Benjamin Netanjahu                            |
|       | Jest Przyszłość                        | 847 435   | 17,79 | 24      | 7   | Ja’ir Lapid                                   |
|       | Religijny Syjonizm-Żydowska Siła-No’am | 516 470   | 10,84 | 14      |     | Becalel Smotricz, Itamar Ben-Gewir, Awi Ma’oz |
|       | Ha-Machane ha-Mamlachti                | 432 482   | 9,08  | 12      |     | Beni Ganc, Gide’on Sa’ar                      |
|       | Szas                                   | 392 964   | 8,25  | 11      | 2   | Arje Deri                                     |
|       | Zjednoczony Judaizm Tory               | 280 194   | 5,88  | 7       |     | Jicchak Goldknopf, Mosze Gafni                |
|       | Nasz Dom Izrael                        | 213 687   | 4,48  | 6       | 1   | Awigdor Lieberman                             |
|       | Ra’am                                  | 194 047   | 4,07  | 5       |     | Mansur Abbas                                  |
|       | Chadasz-Ta’al                          | 178 735   | 3,75  | 5       |     | Ajman Auda, Ahmad at-Tajjibi                  |
|       | Partia Pracy                           | 175 992   | 3,69  | 4       | 3   | Meraw Micha’eli                               |
|       | Merec                                  | 150 793   | 3,16  | 0       | 6   | Zehawa Galon                                  |
|       | Balad                                  | 138 617   | 2,91  | 0       | 1   | Sami Abu Szechade                             |
|       | Żydowski Dom                           | 56 775    | 1,19  | 0       | 7   | Ajjelet Szaked                                |
|       | Pozostałe partie                       | 71 215    | 1,5   | 0       |     |                                               |
| Suma  | Suma                                   | 4 794 587 |       | 120     |     |                                               |

## Posłowie do Knesetu
Poniżej znajduje się lista posłów wybranych do Knesetu:
| Partia                   | Posłowie |
| ------------------------ | --- |
| Likud                    | Benjamin Netanjahu, Jariw Lewin, Eli Kohen, Jo’aw Galant, Dawid Amsalem, Amir Ochanna, Jo’aw Kisz, Nir Barkat, Miri Regew, Miki Zohar, Awi Dichter, Jisra’el Kac, Szlomo Kari, Amichaj Szikli, Danny Danon, Idit Silman, Dawid Bitan, Juli Edelstein, Elijjahu Rewiwo, Galit Distel-Atbarjan, Nissim Waturi, Szalom Danino, Chajjim Kac, Ofir Akunis, Tali Gotlib, Chanoch Milwicki, Bo’az Bismut, Mosze Sa’ada, Elijjahu Delal, Gila Gamli’el, Ofir Kac, Maj Golan |
| Jest Przyszłość          | Ja’ir Lapid, Orna Barbiwaj, Me’ir Kohen, Karin Elharrar, Meraw Kohen, Jo’el Razwozow, Elazar Sztern, Miki Lewi, Meraw Ben-Ari, Ram Ben-Barak, Jo’aw Segalowicz, Bo’az Toporowski, Michal Szir, Idan Rol, Jora’i Lahaw-Hercano, Wladimir Beli’ak, Ron Kac, Mati Carfati Harkawi, Tatiana Mazarski, Jasmin Fridman, Dwora Biton, Mosze Tur-Paz, Simon Dawidson, Na’or Sziri                                                                                           |
| Ha-Machane ha-Mamlachti  | Beni Ganc, Gide’on Sa’ar, Gadi Eisenkot, Penina Tamanu, Jifat Szasza-Bitton, Jechi’el Mosze Troper, Ze’ew Elkin, Micha’el Biton, Matan Kachana, Orit Farkasz Hakohen, Szaren Haskel, Alon Szuster |
| Szas                     | Arje Deri, Ja’akow Margi, Jo’aw Ben Cur, Micha’el Malki’eli, Chajjim Biton, Mosze Arbel, Jinon Azulaj, Mosze Abutbul, Uri’el Buso, Josef Tajjeb, Awraham Becalel |
| Religijny Syjonizm       | Becalel Smotricz, Ofir Sofer, Orit Strok, Simcha Rotman, Michal Waldiger, Ohad Tal, Mosze Solomon |
| Zjednoczony Judaizm Tory | Jicchak Goldknopf, Mosze Gafni, Me’ir Porusz, Uri Maklew, Ja’akow Tesler, Ja’akow Aszer, Jisra’el Eichler |
| Nasz Dom Izrael          | Awigdor Lieberman, Oded Forer, Jewgeni Sowa, Szaron Nir, Julia Malinowski, Chamad Amar |
| Żydowska Siła            | Itamar Ben-Gewir, Jicchak Waserlauf, Almog Kohen, Amichaj Elijjahu, Cwika Fogel, Limor Son Har-Melech |
| Ra’am                    | Mansur Abbas, Walid Taha, Walid al-Hauszala, Iman Chatib-Jasin, Jasir Chudżirat |
| Chadasz-Ta’al            | Ajman Auda, Ahmad at-Tajjibi, Ajida Tuma-Sulajman, Ofer Kasif, Jousef Ata’una |
| Partia Pracy             | Meraw Micha’eli, Na’ama Lazimi, Gilad Kariw, Efrat Rajten |
| No’am                    | Awi Ma’oz |

## Zmiany
- 20 listopada 2022 roku Religijny Syjonizm, Żydowska Siła i No’am, które w wyborach wystawiły wspólną listę wyborczą, ogłosiły, że stają się niezależnymi partiami. Podział został zaakceptowany przez organy Knesetu. W ten sposób Religijny Syjonizm ma siedmiu posłów, Żydowska Siła sześciu, a No’am jednego[4] .